# Basch Gyula
Basch Gyula (Pest, 1851. április 9. – Baden, 1928. január 8.) festőművész, Basch Andor festő apja.

## Élete
Basch Fülöp (1821–1901) kereskedelmi tanácsos, földbirtokos, az első budapesti gőzmalom részvénytársaság elnöke és Wodianer Jozefa (1828–1883) fia. A gimnázium elvégzése után a zürichi műszaki főiskolán mérnöki diplomát szerzett (1872). 1873–1874-ben művészeti tanulmányokat folytatott a párizsi École des Beaux-Arts-on (képzőművészeti főiskola). Bár mérnökként is dolgozott, később teljesen a festészetnek adta át magát. 1920-tól Baden bei Wien egyik szanatóriumának lakója volt.
Főleg mint arcképfestő működött, de festett életképeket is, az 1880-as évek novellisztikus fölfogásában. Először a Műcsarnok 1886-iki őszi tárlatán állított ki. Ismertebb életképei: Hapták; Elhagyottan; Kis makacs; Miből éljünk?; Bűnhődés, ez utóbbi a Szépművészeti Múzeumban. A Műcsarnoknak két ízben elnöke volt. 1928-ban a Nemzeti Szalon emlékkiállítást rendezett képeiből.

## Családja
Felesége Krausz Teréz volt, Krausz Mayer kereskedő, nagyiparos és Lőwy Amália lánya.
Gyermekei:
- Basch Andor Fülöp (1885–1944) festőművész. Felesége Guttmann Erzsébet (1892–1944).
- Basch Rudolf József (1889–?) gépészmérnök. Felesége Singer Ilona (1902–?).
- Basch Gyula. Felesége Liebermann Márta (1880–1945)
- Basch Gizella Amália Jozefa (1892–?). Férje Marcovici Jenő (1885–?) orvos.
- Basch Ida Terézia (1895–1963). 1. férje Kollerich Gyula (1887–1948), 2. férje Baumgarten Nándor Ignác (1887–1933) bankár (elváltak), 3. férje Zichy Ede.

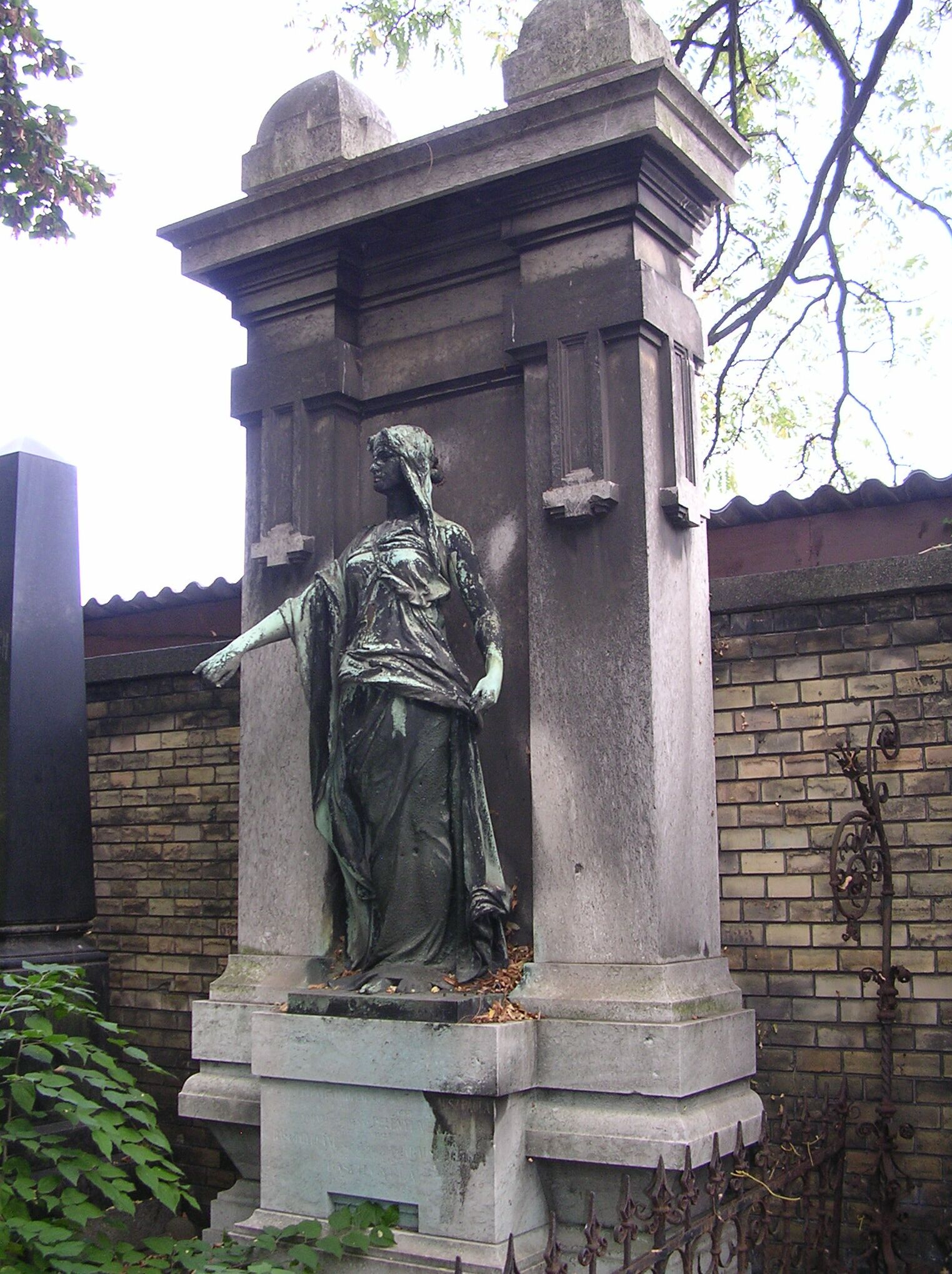
Sírja a Fiumei úti sírkertben (Jobb oldali falsírboltok-533). Donáth Gyula alkotása, 1898.